# Братское кладбище (Лестене)
Братское кладбище в Лестене (мемориал Лестене, латыш. Lestenes Brāļu kapi) — захоронение павших во время Второй Мировой войны латышских легионеров. Кладбище находится у Лестенской лютеранской церкви и создано как единый ансамбль по проекту архитектора Эдвина Вецумниека. Центральный монумент кладбища, скульптуру «Родина-мать — Латвия» (латыш. Dzimtene — Māte — Latvija), создала скульптор Арта Думпе.
Создание кладбища началось 23 апреля 1998 года. На кладбище в течение нескольких лет были перезахоронены 934 воина.Основное строительство проводилось на пожертвования, собранные организацией «Ястребы Даугавы».